# Berchemia sinica
Berchemia sinica är en brakvedsväxtart som beskrevs av Camillo Karl Schneider. Berchemia sinica ingår i släktet Berchemia och familjen brakvedsväxter. Inga underarter finns listade i Catalogue of Life.